# Pi Sagittarii
Désignations
Pi Sagittarii (π Sgr / π Sagittarii) dans la Désignation de Bayer est une étoile de la constellation du Sagittaire. Elle porte le nom habituel d'Albaldah. 

## Nomenclature
Albaldah est le nom propre de l’étoile Pi Sagittarii / π Sgr aujourd’hui approuvé par l’Union astronomique internationale (UAI). C’est l’arabe البلدة al-Balda, littéralement « le Lieu [vide] », situé, dans le ciel gréco-arabe, au-dessous des six étoiles formant une ligne courbe derrière la « Tête du Sagittaire », et qui correspond, dans le ciel arabe traditionnel, à la XXIe des manāzil al-qamar ou « stations lunaires » avant d’être affecté, dans des catalogues tardifs, à l’étoile π Sgr. C'est notamment le cas notamment du traité de al-Tīzīnī (1533). Le nom est transcrit AlBelda Thomas Hyde (1665), et repris sous la forme Al Baldah par Richard Hinckley Allen, ce qui favorise son adoption dans les catalogues des XXe et XXIe siècles. Ainsi le trouve par exemple chez Jack W. Rhoads (1971).

## Propriétés
Pi Sagittarii / π Sgr est une étoile triple. de la constellation du Sagittaire. Elle porte également le nom traditionnel d'Albaldah. Sa magnitude apparente combinée est de +2,88. En astronomie chinoise, elle est membre de l'astérisme Jianxing, représentant une ville surmontée d'une oriflamme. Elle est à 440 années-lumière de la Terre.
L'étoile primaire du système, désignée Pi Sagittarii A, est une géante lumineuse jaune-blanche de type spectral F2II. Elle possède deux compagnes sur des orbites proches. Pi Sagittarii B est située à 0,1 seconde d'arc, ou à au moins 13 UA d'elle. La seconde compagne, de 6e magnitude, désignée Pi Sagittarii C, est à 0,4 seconde d'arc, ou à au moins 40 UA.
Comme elle est proche de l'écliptique, Albaldah peut être parfois occultée par la Lune et, très rarement, par des planètes du système solaire. La prochaine occultation par une planète aura lieu le 17 février 2035, en l'occurrence par Vénus.

## Noms traditionnels
En chinois, 建 (Jiàn), signifiant Établissement, fait référence à un astérisme constitué de Pi Sagittarii, ξ2 Sagittarii, ο Sagittarii, 43 Sagittarii, ρ1 Sagittarii et υ Sagittarii. Par conséquent, Pi Sagittarii elle-même est appelée 建三 (Jiàn sān, la troisième étoile de l'Établissement).